# Cierchy
Cierchy – wieś w Polsce położona w województwie świętokrzyskim, w powiecie kieleckim, w gminie Mniów.
| SIMC    | Nazwa              | Rodzaj    |
| ------- | ------------------ | --------- |
| 0253132 | Błądzików          | część wsi |
| 0253149 | Pustka Cierchowska | część wsi |

W latach 1954–1959 wieś należała i była siedzibą władz gromady Cierchy, po jej zniesieniu w gromadzie Mniów. W latach 1975–1998 miejscowość administracyjnie należała do województwa kieleckiego.
Wieś jest siedzibą parafii pw. Matki Bożej Nieustającej Pomocy, należącej do dekanatu w Łopusznie i wydzielonej w 1989 r. z parafii w Chełmcach z dekanatu Piekoszów. Do parafii Cierchy należą miejscowości: Widoma, Cierchy, Pępice, Malmurzyn i Sieniów. Proboszczem parafii jest ks. Waldemar Tłomak.
We wsi znajduje się szkoła podstawowa.